# Mus minotaurus
Mus minotaurus es una especie extinta de ratón nativa de Creta durante el Pleistoceno Tardío-Holoceno. Desciende de un ancestro similar a Mus musculus (ratón doméstico) que llegó a Creta a finales del Pleistoceno Medio, reemplazando a Kritimys, un gran roedor parecido a una rata que habitó Creta durante el Pleistoceno Temprano y Medio. Tanto Kritimys como el ancestro de Mus minotaurus, Mus bateae, se encuentran juntos en la cueva de Stavrós. El linaje Mus batae-minotaurus muestra una tendencia a aumentar de tamaño con el tiempo, un ejemplo de gigantismo insular, siendo Mus minotaurus uno de los miembros más grandes conocidos del género Mus, con una masa corporal de aproximadamente 54 gramos, más del triple del tamaño de su ancestro continental.
Es probable que haya sido depredado intensamente por el mochuelo cretense, como lo demuestra la abundancia de restos suyos encontrados en egagrópilas. Habitaba la isla junto con una especie de elefante (Palaeoloxodon creutzburgi), el ciervo endémico Candiacervus (que se diversificó en ocho especies), la nutria cretense y la musaraña cretense (que aún se conserva). Mus minotaurus se extinguió en algún momento del Holoceno, y sus restos aparentemente se han encontrado en yacimientos neolíticos y de la Edad del Bronce temprana de la isla. Su extinción pudo deberse a la competencia con el ratón doméstico, estrechamente emparentado, introducido en la isla por los humanos durante la Edad del Bronce temprana.